# Warywidky
Warywidky (ukr. Варивідки) – wieś na Ukrainie, w obwodzie chmielnickim, w rejonie szepetowskim, nad Horyniem. W 2001 roku liczyła 305 mieszkańców.
Znajduje tu się przystanek kolejowy Warywodky, położony na linii Szepetówka – Tarnopol.